# Mitrophrys kibwezensis
Mitrophrys kibwezensis là một loài bướm đêm trong họ Noctuidae.